# Куббель Леонід Іванович
Леоні́д Іва́нович (Карл Артур Леонід) Ку́ббель (рос. Леонид Иванович Куббель; 25 грудня 1891, Петербург — 18 квітня 1942, Ленінград) — російський і радянський шаховий композитор, класик радянської шахової композиції. Один із перших майстрів спорту СРСР із шахової композиції (1934). Опублікував понад 2800 композицій, завоював близько 500 призових місць на внутрішніх і міжнародних змаганнях, в тому числі 120 перших призів. В альбомах ФІДЕ опубліковано 36 його творів.
Брат шахових композиторів Арвіда і Євгена Куббелів.

## Життєпис
Карл Артур Леонід (згодом скоротив ім'я до Леонід, однак багато творів підписував як К. А. Л. — «Карл Артур Леонід») Куббель народився 25 грудня 1891 року в Петербурзі. Батько — Іван Іванович Куббель, цеховий майстер, латиш за національністю. Мати — Амалія Петрівна Бауман, домогосподарка. У сім'ї любили шахи, тому до 1900 року Леонід уже впевнено змагався за шахівницею проти батька та братів. Згодом зацікавився шаховими задачами, які друкували на сторінках петербурзьких та інших видань. Майбутній композитор завів зошит, де записував задачі й діаграми. У 12-річному віці таких зошитів мав уже п'ять і почав сам складати задачі й надсилати їх до різних видань.
19 липня 1903 року «St. Petersburger Zeitung» надрукувала першу задачу Леоніда Куббеля. На той час шахові задачі вже складали всі троє братів. 25 грудня 1904, на 13-й день народження хлопця, «St. Petersburger Zeitung» опублікувала його перший етюд з таким коментарем редактора відділу: «Ця прекрасна маленька композиція розрахована, щонайменше, на досвідченого розв'язувальника». 1924 року вже досвідчений композитор доопрацював етюд, додавши до розв'язку ще один хід. 1905 року сім'я переїхала до Риги, а Леонід регулярно надсилає розв'язки задач і пропозиції своїх задач до місцевих часописів «Rigaer Tageblatt» і «Rigasche Rundschau». «Rigaer Tageblatt» навіть розмістив замітку, де захоплено описав талант юного шахового композитора. Постійна співпраця Куббеля з цим виданням тривала до 1915 року.
1906 року помер батько. Мати з дітьми повертається до Петербурга, де наймолодшого брата Євгена віддають до сиротинця, а Леонід після закінчення училища влаштувався в контору Партнерства Тентелевського хімічного заводу (після жовтневого перевороту — «Червоний хімік»), де пропрацював 18 років, пройшовши шлях від учня та конторника до секретаря заводоуправління та завідувача торгового відділу. Серед місцевих видань Куббель віддав перевагу друку в «Sankt Petersburger Herold». Редактор його шахового відділу Ц. Купфер не міг надати кваліфіковану допомогу братам Куббелям, які надсилали величезну кількість композицій. Серію задач він надіслав на рецензію шаховому композиторові Миколі Максимову. Той відповів, що творчість братів йому добре відома і він міг би вказати на окремі недоліки їхніх творів, однак загалом композитори творять дуже грамотно і є вже сформованими майстрами. На той час Арвідові було 16 років, а Леонідові — 14. Братів друкують «Столичная почта», «Петербургская газета», «Слово», «Одесские новости», «Deutsche Schachzeitung», «Rigasche Zeitung», «Düna-Zeitung». Твори Леоніда отримують схвальні відгуки від провідних європейських шахових композиторів — Коца, Палькоски, Берґера. З двома останніми Куббель постійно листується, а також отримує свіжу шахову пресу з Росії, Німеччини, Чехії та Скандинавії. Американський композитор і меценат Ален Вайт (видавець знаменитої «Різдвяної серії») попрохав Куббеля надіслати твори для свого збірника задач. 1910 року Леонід Куббель створив свою тисячну задачу, що є феноменальним результатом для 18-річного юнака. Його твори отримують призи та відзнаки на багатьох російських і міжнародних конкурсах.
У 1912—1913 роках захопився оперною музикою. За цей час створив дуже мало композицій. 1913 року повернувся до активної праці на ниві шахової творчості, але тяга до музики залишилася в композитора на все життя. Чимало його творів мають нотатки на полях («в четвертому акті опери „Травіата“»; «на концерті симфонічної музики у філармонії»; «у філармонії на концерті Маріан Андерсон»), які вказують на те, що вони з'явилися в голові під час прослуховування музики.
З 1913 впродовж чотирьох років вів відділ композиції в газеті «Новое время». Це був початок його редакторської роботи. 1914 року новостворений Російський шаховий союз проводив конкурс шахової композиції й судити змагання запросили Миколу Максимова та Леоніда Куббеля. 1915 року Леонід і Євген Куббелі вступили до американського «Клубу добрих друзів шахової задачі» (англ. The Good Companion Chess Problem Club) — товариства, яке об'єднувало сотні любителів композиції зі всього світу.
Разом з Арвідом (який 1911 року вже отримав звання майстра) багато уваги почав приділяти практичній грі, як очній так і за листуванням. Учасник Всеросійського турніру найсильніших любителів (9-10-е місця). Серед суперників були такі відомі гравці як Ю. Боголюбов, І. Рабинович, Г. Левенфіш і П. Романовський. У сеансах одночасної гри та легких партіях Куббель успішно змагався зі Зноско-Боровським, чемпіоном світу Ласкером і майбутнім чемпіоном світу Олександром Алехіним (якого обіграв у легкій партії 22 березня 1915 року). За спогадами композитора він «…почав приділяти більше уваги практичній грі, що надало мені більшої впевнености в моїй композиторській праці. Повне оволодіння етюдною технікою я датую 1918 роком». Серед найвищих місць у шахових турнірах: 5-6-те місця в першості Ленінграда 1922 р. і 5-те місце в першості Ленінграда 1931 року.
З 1921 до 1931 року разом з Арвідом ведуть відділ композиції в ленінградському часописі «Шахматный листок» а Леонід був одноосібним суддею всіх конкурсів шахової композиції, які проводив журнал у цей період. Систематизував свої твори, яких накопичилося вже понад 1500, 1925 року опрацювавши збірку «150 шахових етюдів». У ній майстер надрукував свої найкращі праці й виклав погляди на шахове мистецтво. Член редколегії збірників «Задачи и этюды» (1927—1930). Вийшло вісім випусків цього збірника, а 9-й мав бути присвячений 25-літтю творчої діяльності Леоніда Куббеля. Випуск так і не побачив світ, що композитор дуже болісно пережив — два роки майже нічого не створював. Виступав із лекціями для популяризації шахової композиції. 1934 року вперше радянським шахістам було присвоєно звання майстра спорту із шахової композиції. У числі цих піонерів був і Леонід Куббель.
У 1924—1928 рр. працював у Ленінградському державному фарбовому тресті, у 1929—1934 — на Охтинському хімічному комбінаті. З 1934 року посідав низку керівних посад в апараті ленінградських закладів хімічної промисловості.
1938 року видав другу збірку етюдів — «250 вибраних етюдів» з розлогими коментарями автора. Композитор розпочав роботу над створенням нової збірки («Л. І. Куббель. 500 вибраних задач»), яка залишилася тільки у вигляді незавершеної чорнетки через війну та смерть. Під час німецько-радянської війни залишився в рідному Ленінграді, працював на будівництві укріплень і в міській службі протиповітряної оборони. Важкі умови життя в блокадному місті підірвали здоров'я композитора. Важко хворий, прикутий до ліжка, він продовжував занотовувати свої задачі. Остання з них датована 7 березня 1942 року. Помер 18 квітня того самого року.

## Творчість
Автор понад 2800 творів, із них близько 500 етюдів. Серед задач найчастіше створював триходівки. Перший російський композитор, який плідно працював у всіх жанрах, зокрема й неортодоксальних.
На перший етап творчости мали вплив угорське тріо Ерлін, Фейґль і Немо, книга «Індійська задача» Котца й Коккелькорна, популярний тоді «художній» стиль (важливість краси вступного ходу й матових фіналів, простих тактичних операціях, ідей цугцвангу), так звана віденська школа (переважно 3-ходівки, з яскраво вираженим центральним варіантом, обов'язково закінчувались економічними й правильними матами), а також принципи чеської школи (мінімум три варіанти, що завершуються правильними матами).
Другий період (1913—1920) композитор відмічає тим, що починає більше підкреслювати ідею задачі та прагне зробити твір ще важчим (зокрема завдяки підсиленню захисту чорних через гру на пат і глибокі пастки). «Наприкінці другого творчого етапу я вирішив, що не всі ідеї піддаються художній обробці і деколи, в інтересах найповнішого представлення ідеї, необхідно відмовитись від правильних матів, але мої досліди в цьому напрямку мали одиничний характер».
Третій період зібрав досвід попередніх років і доповнив новими пошуками та здобутками. Куббель перший виділив поняття кульмінації етюду, ввівши для цього термін «пуанта». Він майстерно використовує в композиції ферзя, хоча особливість цієї фігури полягає у великій кількості можливих ходів і варіантів, які треба прорахувати.
120 перших призів на конкурсах стали високою планкою для радянських шахових композиторів на довгі роки. Тільки в 1970-х роках Лев Лошинський зумів перевершити цей показник.

## Праці
Основні книги та статті Леоніда Куббеля:
- 150 шахматных этюдов, М.-Л., 1925;
- О правильных и неправильных матах в трехходовках, «Задачи и этюды», № 5, 1928;
- О новой трехходовке, «Задачи и этюды», № 6, 1929;
- 250 избранных этюдов, М.-Л., 1938;
- Мой творческий путь, «Шахматы в СССР», № 2, 1940.